# Antonios Aziz Mina

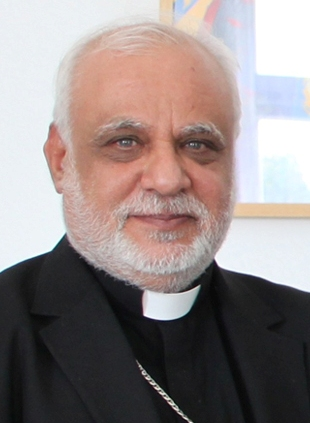
Antonios Aziz Mina (2013)

Antonios Aziz Mina (* 9. Februar 1955 in al-Minya) ist ein ägyptischer Geistlicher und emeritierter koptisch-katholischer Bischof von Gizeh.

## Leben
Antonios Aziz Mina empfing am 9. Juni 1978 die Priesterweihe.
Am 19. Dezember 2002 wählte ihn die Synode der koptisch-katholischen Kirche zum Kurienbischof in Alexandria. Papst Johannes Paul II. bestätigte am 21. Dezember desselben Jahres die Ernennung und ernannte ihn zum Titularbischof von Mareotes. Die Bischofsweihe spendete ihm der Patriarch von Alexandria, Stephanos II. Kardinal Ghattas CM, am 13. Februar 2003; Mitkonsekratoren waren Morkos Hakim OFM, Bischof von Sohag, Youhanna Golta, Kurienbischof in Alexandria, Andraos Salama, Weihbischof in Alexandria, Kyrillos Kamal William Samaan OFM, Bischof von Assiut, Youhannes Ezzat Zakaria Badir, Bischof von Luxor, Makarios Tewfik, Bischof von Ismayliah, Ibrahim Isaac Sidrak, Bischof von Minya, und Antonios Naguib, emeritierter Bischof von Minya.
Am 27. Dezember 2005 wählte ihn die Synode der koptisch-katholischen Kirche zum Bischof von Gizeh. Papst Benedikt XVI. bestätigte am 3. Januar 2006 die Ernennung. Er wurde am 22. Januar 2006 in das Amt eingeführt.
Papst Franziskus nahm am 23. Januar 2017 seinen Amtsverzicht an.